# Hadsten
Hadsten é um município da Dinamarca, localizado na região central, no condado de Arhus. O município tem uma área de 139 km² e uma  população de 11 633 habitantes, segundo o censo de 2003.